# 佐々木悟郎
佐々木 悟郎（ささき ごろう、1956年1月27日 - ）は、日本のイラストレーター。
文星芸術大学デザイン専攻教授。沖縄県立芸術大学非常勤講師。

## 経歴
岐阜県多治見市出身。岐阜県立多治見北高等学校を経て、1978年、愛知県立芸術大学デザイン科卒業後渡米し、アートセンター・カレッジ・オブ・デザインに入学。1981年に「Stravinsky」でニューヨーク・ソサエティ・オブ・イラストレーターズ学生コンペティション入賞。同年、同学校を卒業。Awarded with Honoes。
1982年、日本に帰国し、フリーランスのイラストレータとして活動しはじめる。1983年、NAAC展ADC部門特選。以後ニューヨーク・ソサエティ・オブ・イラストレーターズ1995入賞、第31回講談社出版文化賞さしえ部門など多くの受賞歴がある。
音楽家としては、シンガーソングライターを目指し、ヤマハポピュラーソングコンテストに応募、1975年には自作曲「赤い葡萄酒(ワイン)」で第9回つま恋本選会（全国大会）に出場した（同期には中島みゆき、庄野真代、八神純子などがいる）。1982年から「Tokyo Banana Boys」というユニットで、音楽活動を展開。1991年、CD「ラヴ・ミー・テンダー」を発表（CDジャケットイラストも）。

## 主な作品・仕事
- 書籍カバーデザイン
  - 山田詠美（「放課後の音符（キイ・ノート）」、新潮社 1989、「ベッドタイムアイズ」、河出文庫 1989ほか）
  - 群ようこ（「無印ＯＬ物語」角川書店　1989）
  - トーマス・マックスウェル（「キス・ミー・ワンス」二見文庫　1987）
  - W.P.キンセラ（「アイオワ野球連盟」文藝春秋　1987）
  - 鎌田敏夫（「世界で一番ロマンチックな海」角川書店　1993）
  - 赤瀬川隼（「深夜球場」文春文庫　1995）
  - 景山民夫（「クッドナイト、スリーブタイト」角川書店　1998）
  - 大田忠司（「追憶の猫」ジョイノベルス）
  - フィッツジェラルド（「グレート・ギャッツビー」新潮文庫）
  - Prscilla Cummings (A Face First　2001）
  - Tim Parks (An Italian Education 1996)
  - The Selected Short Stories Of Edith Whaeton 1991
- 絵本イラスト
  - Dana Anderew Jennings「Me,Dad,& Namber6」1997
  - SusanFaith 「Purple Love」 2001
- CDジャケット
  - Relaxin'Jazz、井上淑彦fuse「Grasshopper」
  - 稲垣潤一(「コンプリート」1985年)
  - 岩﨑元是&WINDY(「HEART WASH」1986年、「from South Avenue」1987年)
- 記念切手
  - 日本アルゼンチン修好100周年記念切手　1998
  - 世界車椅子バスケットボール選手権大会記念切手　2002年
- ポスター
  - ブロードウェイミュージカル「Aspects of Love」1990
  - South Pacific　ミュージカル公演　1990
  - ポール・ラッシュ・フェスティバル　八ヶ岳カントリーフェアー　2003年
  - 熊本市広報「漱石のいる街」1995年
  - 名古屋市「Nagoya」1993
  - Americaya広告　1984-1985
  - KENNY.G　American Blue Concert 1989　
  - サントリー広告「Walk by night,talk by might」　1987年
  - 日本航空　Jalpak'85 1985
  - CAMEL広告　1986
  - 三愛40周年記念　1985年
  - 本牧ラグビッカーズ本多劇場公演　1985
  - X'MAS JAM'84コンサート
- 不二家パンフレット1996年
- 日本経済新聞夕刊連載小説さし絵　2003-
- 西日本旅客鉄道「車窓展望」　1994
- サントリーレゼルブパッケージ　2002
- 2003年グラミー賞プログラム・MichelleBranchイラスト
- Singing in a Honky-Tonk Ber 2003
- Ernst Lubitsch 1989
- Great,Grand,Father 1990
- Latin Lovers 2000
- Emi and round Table 1995
- Father.Mr.Y and Me 1996
- Twillght Songs 1999
- Light House 2003
- G's Dreams 2003
- 5￠ PHOTOS 2003
- One Year After September11 2002
- Night in Harlem 1986
- Tuesdey on the Beach 1989
- When I Fall Love 2001
- James 1988
- OldTrackAltadena 1995
- Sumertime 1997
- Six Bourbons 1987
- The Day Before Yesterday 1985
- After Crlass,Denver 1999
- One Fine Day 2003
- Boy's League 2003

## 著書
- L.A.　文春文庫PLUS
- いつもジャズが聞こえていた　東京書籍
- みずゑのレシピみす絵を描く  美術出版社
- 水彩スケッチ　美術出版社
- ソングス・トゥ・リメンバー　ヤマハミュージックメディア
- 「My Little Brown Book」 ハモニカ・ブックス
- 「20 cherished object」 888ブックス